# Samt und Seide
Samt und Seide ist eine für das ZDF produzierte Fernsehserie, die von Januar 2000 bis Februar 2005 im Vorabendprogramm des ZDF ausgestrahlt wurde.

## Handlung
In Samt und Seide geht es um die Firma Friedrich Althofer Textilwerke, ein Augsburger Textilunternehmen mit finanziellen Schwierigkeiten, weil es den Anschluss an neue Zeiten verpasst hat. Die Firma soll liquidiert werden. Dazu wird der Frankfurter Dipl.-Volkswirt Florian Unger (Michael von Au) von den Kreditgebern, deren Vertreter Dr. Dieter Lausitz (Andreas Wimberger) ist, nach Augsburg geschickt, um sich vor Ort ein Bild zu machen. Die Firma steht im Eigentum des Seniorchefs Wilhelm Althofer (Charles Brauer), seiner geschiedenen Frau Hedda Offenbach (Diana Körner) sowie seiner gemeinsamen Kinder mit Hedda, Roland Althofer (Marcus Mittermeier), Felix Althofer (Stephan Ullrich) und  Cornelia Althofer (Elisabeth Lanz).
Am selben Tag wie Florian Unger hat die junge Modedesignerin Lena Czerni (Christina Rainer) ihren ersten Arbeitstag. Bei ihr handelt es sich um eine nichteheliche Tochter des Firmengründers Wilhelm Althofer. Gemeinsam mit Florian Unger, Wilhelm Althofer und Cornelia Althofer gelingt es schließlich, die Firma vor dem Konkurs zu retten. Cornelia und Florian heiraten schließlich, obwohl Florian auch in Lena verliebt ist.
Wilhelm Althofer zieht sich schließlich aus der Firma zurück und entdeckt seine Liebe zu Rosa Czerni (Mona Seefried) neu.  Bei Rosa wird aber schon nach kurzer Zeit eine Krebserkrankung diagnostiziert, woraufhin sie sich das Leben nimmt. Florian Unger kommt am Ende der ersten Staffel bei einem Autounfall ums Leben. Nach seinem Tod kommt seine langjährige Sekretärin Waltraud Michel (Katerina Jacob) nach Augsburg, um den Tod von Florian aufzuklären.
Lena Czerni gründet schließlich in der zweiten Staffel die Tochterfirma Fashion Factory, während die Stammfirma weiterhin finanzielle Probleme hat. Ihre Assistentin wird Waltraud Michel. Auch ein neuer Mann tritt in ihr Leben, der Fotograf Chris Gellert. Daneben übernimmt sie auch das Sorgerecht für Klein-Florian, nachdem auch ihre Halbschwester Cornelia und deren zweiter Mann Andreas Straubinger (Jens Schäfer) bei einem Flugzeugabsturz ums Leben kommen. Und auch die Beziehung zu Chris steht, nachdem Chris aus Tibet zurückgekehrt ist, unter keinem guten Stern.
Insbesondere der ältere Halbbruder Roland Althofer versucht Lenas Erfolge zu behindern. Seine Ehe mit Birgit Meyerbeer (Kathrin Spielvogel) scheitert. Er heiratet schließlich die Stripperin Silke Richter (Mareike Fell). Die Firma Althofer wird unterdessen von Dr. Wilfried  Holzknecht (László I. Kish) als kaufmännischem Geschäftsführer geleitet. Dieser wurde von August Meyerbeer (Hans Korte) eingesetzt, der durch die Heirat mit Hedda (Diana Körner) seinen Einfluss in der Firma gesteigert hat.
Lena und Birgits Freundschaft erleidet einen tiefen Riss, als sich Birgit in Lena verliebt.
In der vierten Staffel kommen Roland, der sich von Silke getrennt hat, und Birgit wieder zusammen. Es kommt aber zu keiner erneuten Heirat. Lena verliebt sich in den Bankier Römer (Siemen Rühaak) und verlässt das Unternehmen. Hierum kümmert sich jetzt vorwiegend der Chefdesigner Daniel Kruse (Martin Armknecht), der jedoch hiermit überfordert ist.
In der fünften Staffel übernimmt der aus Südafrika kommende Stefan Gronewoldt (Tim Williams) die Aktienmehrheit bei der Firma Althofer, die nun ACF heißt. Er verhindert eine feindliche Übernahme durch seine Schwester Katharina van der Looh (Karin Giegerich) und verliebt sich in Lena, die er schließlich heiratet.

## Drehorte
- Fabrikgebäude der Firma Ackermann (Nähgarne) in der Fabrikstraße im Stadtteil Göggingen, zum großen Teil zwischenzeitlich abgerissen und durch Wohnbebauung ersetzt. Lediglich die „Villa“ sowie der Spinnereihochbau existieren noch.
- Ein Wohnhaus in der Richard-Wagner-Straße in Göggingen
- Portal der MAN in der Stadtbachstraße. (Cape-I-Tron)
- Büros der Deutschen Rentenversicherung in der Dieselstraße im Stadtteil Oberhausen. (Cape-I-Tron)
- Ein Hotelzimmer des Dorint Hotels im Hotelturm, Imhofstraße.
- Ankunftsbereich und Außenanlagen des Augsburg Airports
- Der Goldene Saal im Augsburger Rathaus
- Ein Bauernhof in Stettenhofen bei Augsburg
- Spinnerei und Weberei Momm in Kaufbeuren
- In der Augsburger Alpenstraße war eine Privatwohnung als Drehort angemietet.
- In der Straße Mittlerer Lech in der Augsburger Altstadt wurde ein leerstehender Laden während der Dreharbeiten zum Modegeschäft.

## Titelsongs
Der Titelsong der ersten Staffel war Crash And Burn der australischen Band Savage Garden. Er wurde in der zweiten Staffel durch Forever and Ever von Michael Hofmann de Boer ersetzt. Sängerin war die Münchener Musikerin Danah.

## DVD
In Deutschland wurden die fünf Staffeln nach langer Wartezeit und verschiedenen Vorankündigungen zu folgenden Terminen veröffentlicht:
| Erste Staffel  | Folge 01–13 | 19. Februar 2010   |
| Erste Staffel  | Folge 14–26 | 2. April 2010      |
| Zweite Staffel | Folge 01–13 | 11. Juni 2010      |
| Zweite Staffel | Folge 14–26 | 27. August 2010    |
| Dritte Staffel | Folge 01–12 | 29. Oktober 2010   |
| Dritte Staffel | Folge 13–24 | 18. Februar 2011   |
| Vierte Staffel | Folge 01–18 | 13. Mai 2011       |
| Fünfte Staffel | Folge 01–20 | 16. September 2011 |